# My Name Is Earl
My Name Is Earl (literalment en català "el meu nom és Earl") és una comèdia de situació guanyadora d'un Premi Emmy, creada per Greg Garcia i produïda per Fox. La sèrie es va cancel·lar després de la quarta temporada.

## Argument
Els seus intèrprets principals són Jason Lee, Ethan Suplee, i Jaime Pressly. Lee interpreta Earl J. Hickey, un delinqüent sense respecte per res ni per ningú, que només guanyar 100.000$ en la loteria d'una butlleta comprat amb diners robats, perd la butlleta en ser atropellat per un cotxe. Mentre es troba convalescent a l'hospital la seva dona li fa signar el divorci, i és llavors quan, a través de la televisió, descobreix el karma arran d'un comentari de Carson Daly en el seu programa. El descobriment del karma, li fa replantejar la seva vida, a la qual decideix donar un gir a millor.

## Personatges

### Principals
- Earl Hickey: Jason Lee
- Randy Hickey: Ethan Suplee
- Joy Turner: Jaime Pressly
- Darnell "Crabman" Turner: Eddie Steeples
- Catalina Aruca: Nadine Velazquez

### Secundaris
| - Earl Hickey (de petit): Noah Crawford - Carl Hickey: Beau Bridges - Kay Hickey: Nancy Lenehan - Dodge Hickey Louis T. Moyle - Jr. Earl Hickey: Trey Carlisle - Kenny James: Gregg Binkley - Patty: Dale Dickey - Tim Stack: Timothy Stack - Ralph Mariano: Giovanni Ribisi - Donny Jones: Silas Weir Mitchell - Billie Cunningham: Alyssa Milano - Randy Hickey (de petit): Ryan Armstrong - Liberty Washington: Tamala Jones - Ray-Ray Washington: DJ Qualls - El brut Rodney: Clint Howard - Nescobar-A-Lop-Lop: Abdoulaye N'Gom - Jasper: J. Lamont Pope | - Frank Stump: Michael Rapaport - Paco: Raymond Cruz - Hank Lange: Tim DeKay - Oficial Stuart Daniels: Mike O'Malley - Oficial Jeff Hoyne: Billy Gardell - Oficial Bob Smiley: George Frangides - Oficial Bobbie Bowman: Kathy Kinney - Willie (el Carter d'un sol ull): Bill Suplee - Didi: Tracy Ashton - 8-Ball: Abdul Goznabi - Natalie Duckworth: Beth Riesgraf - Richard Chubby: Burt Reynolds - Little Chubby: Norm Macdonald - Warden Jerry Hazelwood: Craig T. Nelson - Josh Martin: Josh Wolf - Kevin Jonathan: Walker Spencer |

### Estrelles invitades
Alguns dels actors i actrius convidats al llarg de les quatre temporades de la sèrie han estat: Trace Adkins, John Amos, David Arquette, Sean Astin, Roseanne Barr, Larry Joe Campbell, Charles S. Dutton, Jenna Elfman, Erik Estrada, Morgan Fairchild, Jon Favreau, Faith Ford, Leo Fitzpatrick, Ben Foster, Johnny Galecki, Danny Glover, Adam Goldberg, Seth Green, Judy Greer, Jon Heder, Paris Hilton, Eric Allan Kramer, John Leguizamo, Juliette Lewis, Jane Lynch, Jenny McCarthy, Howie Mandel, Marlee Matlin, Katy Mixon, Chloë Grace Moretz, Niecy Nash, Timothy Olyphant, Michael Pena, Jason Priestley, Dax Shepard, Jimmi Simpson, Christian Slater, Kevin Sussman, Christine Taylor, Melody Thomas Scott, Miguel Varoni, Michael Waltrip i Betty White.

## Audiència
El primer episodi de la sèrie va tenir una audiència mitjana de 14,9 milions d'espectadors en els Estats Units. Durant l'emissió del tercer episodi, els executius de la NBC es van adonar que My name is Earl va ser la sèrie de comèdia amb més audiència que va debutar en aquella temporada, i llavors la 20th Century Fox, va decidir ordenar una temporada completa de vint episodis. En el seu primer mes, la sèrie es va convertir en el debut més reeixit d'una sèrie de comèdia a l'edat de 18 a 49 anys (les edats més desitjades pels anunciants). L'audiència mitjana per episodi en la primera temporada va ser gairebé 11 milions d'espectadors.
En la segona temporada, l'audiència del programa va començar a disminuir, amb una mitjana de gairebé nou milions d'espectadors per episodi, caient divuit posicions - des del lloc 40è al 58è - en el rànquing dels programes més vistos dels Estats Units. No obstant això, My Name is Earl era una de les favorites per als crítics i premis i va acabar sent renovada per a una tercera temporada. El descens es va accentuar en la tercera temporada, el xou rebia 7,3 milions d'espectadors per episodi, la caiguda de disset posicions en la llista dels programes més vistos va ser un problema per als productors, però donarien més oportunitats a aquesta gran sèrie. En la seva quarta i última temporada, l'audiència del programa es va reduir encara més, va aconseguir una mica més de 6 milions d'espectadors per episodi. No obstant això, com la televisió als Estats Units enfrontava una forta caiguda en les seves qualificacions en el mateix període, el programa es va traslladar a la posició 59 en el rànquing dels més vistos als Estats Units.
| Temporada | Inici de la temporada  | Final de la temporada | Temporada televisiva | Audiència (en milions) |
| --------- | ---------------------- | --------------------- | -------------------- | ---------------------- |
| 1         | 20 de setembre de 2005 | 11 de maig de 2006    | 2005–2006            | 10.9                   |
| 2         | 21 de setembre de 2006 | 10 de maig de 2007    | 2006–2007            | 8.9                    |
| 3         | 27 de setembre de 2007 | 15 de maig de 2008    | 2007–2008            | 7.3                    |
| 4         | 25 de setembre de 2008 | 14 de maig de 2009    | 2008–2009            | 6.6                    |

## Cancel·lació
Al maig de 2009 la sèrie es va cancel·lar després de caure en picat la seva audiència, que segons NBC, "No compensa la suma que costa cada capítol per a l'audiència que té la sèrie". Al cap de poc, la cadena nord-americana TBS intenta fer-se càrrec del programa però no va poder cobrir el pressupost. Fox, va fitxar Greg Garcia per fer una sèrie sobre un jove que descobreix que serà pare, (Keep Hope Alive) que després passaria a dir-se Raising Hope, va declarar: "My name is Earl està definitivament morta." García assegurava que en Raising Hope apareixeran personatges similars als de My name is Earl.
NBC va cancel·lar la sèrie, però l'estudi esperava mantenir viva la comèdia i va intentar vendre-la a altres cadenes com Fox,TBS i TNT.
En confirmar la cancel·lació, la cadena va indicar que les dues parts van buscar totes les possibilitats per a produir nous episodis, però la realitat és que els números acceptats no permetrien mantenir la qualitat de la sèrie. Pel que sembla, aquesta decisió també va ser acceptada pel creador de la sèrie, Greg Garcia, atès que tots van decidir que la sèrie hauria d'acabar en un punt positiu i no seguir estirant només per perdre tota la seva gràcia.
Encara que no es coneixen molts detalls, s'estima que la companyia hauria d'haver eliminat prop d'un milió de dòlars del pressupost setmanal de la sèrie, cosa que hauria significat l'acomiadament de diversos actors, escriptors i productors.
Això hauria causat grans problemes, considerant que My Name Is Earl hauria d'haver començat la seva cinquena temporada, que generalment és el temps en què les llicències augmenten els seus preus, igual que els sous dels actors.

## Premis i nominacions
- Nominada per als Premi Globus d'Or 2006 per millor sèrie de televisió musical o comèdia.[10]
- Jason Lee nominat en els Premi Globus d'Or 2006[11] i el 2007[11] com a millor actor en una sèrie de televisió musical o comèdia.
- Jason Lee nominat en els Screen Actors Guild Award 2005/2006 a millor actor en una sèrie de comèdia.
- El repartiment nominat per als Screen Actors Guild Award 2005/2006 com a millor repartiment d'una sèrie de comèdia.
- Jaime Pressly nominada en els Premi Emmy 2006 com a millor actriu pel repartiment en una sèrie de comèdia.[12]
- Jaime Pressly guanyadora en els Premi Emmy 2007 com a millor actriu pel repartiment en una sèrie de comèdia.[13]
- Marc Buckland Guanyador el Premi Emmy 2005/2006 a la millor direcció en una sèrie còmica.[14]
- Greg Garcia Guanyador el Premi Emmy en el millor guió en una sèrie de comèdia.[15]
- Jason Lee Nominat per Nickelodeon Kid's Choice Award 2007 com a millor actor.